# Мирослава Николоска
Мирослава Николова Николоска (на македонска литературна норма: Мирослава Николова Николоска) е северномакедонска психоложка.

## Биография
Родена е на 30 октомври 1950 година в Скопие. В 1974 година завършва Философския факултет в Белградския университет. В 1987 година получава магистърска степен от същия факултет и в 1996 година докторска от Философския факултет в Скопие. В 1977 година е избрана за асистент в Института по психология на Философския факултет в Скопие, а от 1987 година работи в Педагогическа академия „Св. Климент Охридски“ в Скопие, където е редовен професор от 2000 година. Автор е на няколко научни и професионални трудове в областта на личностната психология, моралното развитие и психологията на образованието.